# Гвинтівка Мондрагона
Гвинтівка Мондрагона — перша в світі самозарядна гвинтівка, розроблена в Мексиці генералом Мануелем Мондрагоном (ісп. Manuel Mondragón).

## Історія
Самозарядна гвинтівка Mondragon (Мондрагон') була розроблена в Мексиці генералом Мануелем Мондрагоном. Мондрагон розпочав роботи по створенню гвинтівок з ручним перезарядженням ще наприкінці 19 століття, і до 1896 року запатентував першу самозарядну гвинтівку своєї конструкції під оригінальний малокаліберний патрон великої потужності 5,2×68 майора Едуарда Рубіна. До 1900 року Мондрагон перейшов на звичайні патрони калібру 7×57 мм, що перебували на озброєнні Мексиканської армії, і до 1907 року розробив цілком досконалу для свого часу самозарядну гвинтівку, яку назвав на честь президента Мексики П. Діаса.
У 1908 році ця гвинтівка була офіційно прийнята на озброєння Мексиканської армії, і, оскільки в Мексиці не малося виробництв потрібного рівня, замовлення на виробництво нової гвинтівки був розміщений в Швейцарії, на збройовому заводі SIG. Гвинтівка отримала офіційну назву «Fusil Porfirio Diaz Systema Mondragon», проте Мексиканська армія отримала лише незначну кількість цих гвинтівок, оскільки через політичну нестабільність в Мексиці повністю замовлення сплачене не було. Кілька тисяч гвинтівок системи Мондрагон залишилися в Швейцарії, і в 1915 році вони були здебільшого продані до Німеччини. У Німеччині гвинтівки Mondragon потрапили частиною в піхоту (де показали себе не дуже добре через підвищеній чутливості до окопного бруду), а частиною в авіацію, де використовувалися для озброєння аеропланів аж до появи авіаційних кулеметів. В «авіаційному» варіанті ці гвинтівки іменувалися Fliegerselbstladekarabiner Modell 1915 і комплектувалися 30-патронними барабанними магазинами.

## Конструкція
Потрібно відзначити, що гвинтівки Мануеля Мондрагона значно випередили свій час; багато її особливостей надалі зустрічалися в інших, більш успішних системах. Гвинтівка використовує загальноприйняту наразі, але незвичайну наприкінці XIX століття, автоматику з відведення порохових газів та поворотним затвором. У газовідвідному тракті є спеціальний вентиль, що дозволяє перекривати газовідвід, тим самим перетворюючи гвинтівку з самозарядної в звичайну магазинну з ручною перезарядкою. Газовий поршень пов'язаний з групою затвора за допомогою довгого штовхача, що йде з-під ствола до рукоятки затвора з правого боку ствольної коробки (це рішення надалі було запозичене Джоном Гарандом в його гвинтівці М1). Поворотна пружина розташована під стволом, і діє на штовхач затвора.
Особливість системи Мондрагона полягає в тому, що на рукоятці затвора є спеціальна засувка, при натисканні на яку затвор розчіплюється зі стрижнем-штовхачем так, що при ручній перезарядці стрільцю немає необхідності стискати досить жорстку поворотну пружину. Замикання ствола здійснюється поворотним затвором, що має дві групи бойових упорів — в передній і задній частинах затвора. Поворот затвора здійснюється при взаємодії виступів на масивній підставці рукоятки затвора зі спіральними пазами в тілі затвора. У задній частині ствольної коробки передбачений пружинний буфер затвора.
Живлення ранніх експериментальних гвинтівок Мондрагона здійснювалося з фіксованих неокремих магазинів за допомогою спеціальних пачок з дворядним розташуванням патронів (також надалі скопійованих Гарандом); у серійних гвинтівках використовувалися відокремлені коробчасті магазини з дворядним розміщенням патронів. Спорядження патронів в магазини також можливо і при примкнутих магазинах, через відкритий затвор, за допомогою обойм або одиночними патронами. У Німеччині для гвинтівок Мондрагона були розроблені магазини збільшеної місткості — «піхотний» коробчатий на 20 набоїв і «авіаційний» барабанний на 30 набоїв.

## Оператори
- Мексика
- Австро-Угорщина
- Бразилія
- Чилі
- Режим Віші
- Німецька імперія
- Веймарська республіка
- Третій Рейх
- Південна Корея
- Японська імперія
- Перу
- Китайська Республіка
- Китайська Народна Республіка
- СРСР
- В'єтнам